# Anni Peterka
Anni Peterka (* 26. März 1913 in Brünn; † 21. Dezember 2002 in Hamburg) war eine deutsche Tänzerin, Ballettchefin und Choreographin.

## Leben
Anni Peterka wurde in Brünn als Anne-Marie Spitz geboren; die Schreibweise ihres Vornamens variiert gelegentlich: Annie (= Kurzform von Anne-Marie). Bereits 1927 debütierte sie als Däumling im Deutschen Nationaltheater in Weimar. Von 1928 bis 1932 tanzte sie als Elevin an der Städtischen Oper in Berlin. Es folgten Engagements als Solotänzerin in Freiburg und in Ulm. Ab Januar 1937 wurde sie vom damaligen Intendanten des Ulmer Theaters, Reinhold Ockel, mit dem Aufbau einer eigenen Tanzgruppe in Ulm beauftragt. Obwohl Peterkas Arbeit angesehen war und allgemein gelobt wurde, wurde sie im Frühsommer 1942 als sogenannte „Achteljüdin“ aus der Probe zu „Ein Mädel wie du“ am Stadttheater in Ulm geholt und verhaftet. Vorgeworfen wurde ihr die „Tarnung als Arier“. Es folgte die Internierung in das Lager 21 in Salzgitter mit der Häftlingsnummer 1247. 1944 gelang ihre Freilassung sowie die Freilassung ihres Bruders und ihrer Mutter mit Hilfe des Komponisten Heinz-Friedel Heddenhausen, der dafür Gestapoleute bestochen hatte. Der Berliner Senat ehrte ihn hierfür 1958 als „Unbesungenen Helden“.
Anni Peterka zog nach Berlin, wo sie am 9. Juni 1945 ihre erste öffentliche Vorstellung vor Besatzungssoldaten tanzte. Danach gründete sie eine Ballettschule, und ab 1949 arbeitete sie bis zum Mauerbau 1961 als Chefchoreografin am Ostberliner Metropoltheater.
Ab 15. August 1961 folgte ein Engagement als Ballettmeisterin und Choreografin beim NDR in Hamburg, wo sie mit dem Hamburger Fernsehballett an der von Chris Howland geprägten neuen Fernsehshow Musik aus Studio B mitarbeitete oder auch die Fernsehballette zu Erkennen Sie die Melodie? schuf.
Nach 1975 arbeitete Anni Peterka noch als freischaffende Choreografin.

## Film
Im Jahr 2001 entstand der Film Annie Peterkas Geschichte von Karin Bey, Elke Krafka und Karla Nieraad, Kamera: Gisela Tuchtenhagen. Er beruht auf einem langen Interview mit Anni Peterka, das nicht auf die Rollen von einerseits Täter, andererseits Opfer verweist, in die sich Peterka selbst nicht einordnete. Der Film hatte seine Premiere am 27. Januar 2002 im Stadthaus Ulm zum Tag des Gedenkens an die Opfer des Nationalsozialismus.